# Pierre Champion (historien)
Pour les articles homonymes, voir Pierre Champion et Champion (homonymie).
Pierre Champion, né le 27 février 1880 au 15 quai Malaquais dans le 6e arrondissement de Paris où il meurt le 29 juin 1942, est un historien et homme politique français.
Il est inhumé avec son père et son frère Edouard au cimetière du Montparnasse.

## Biographie

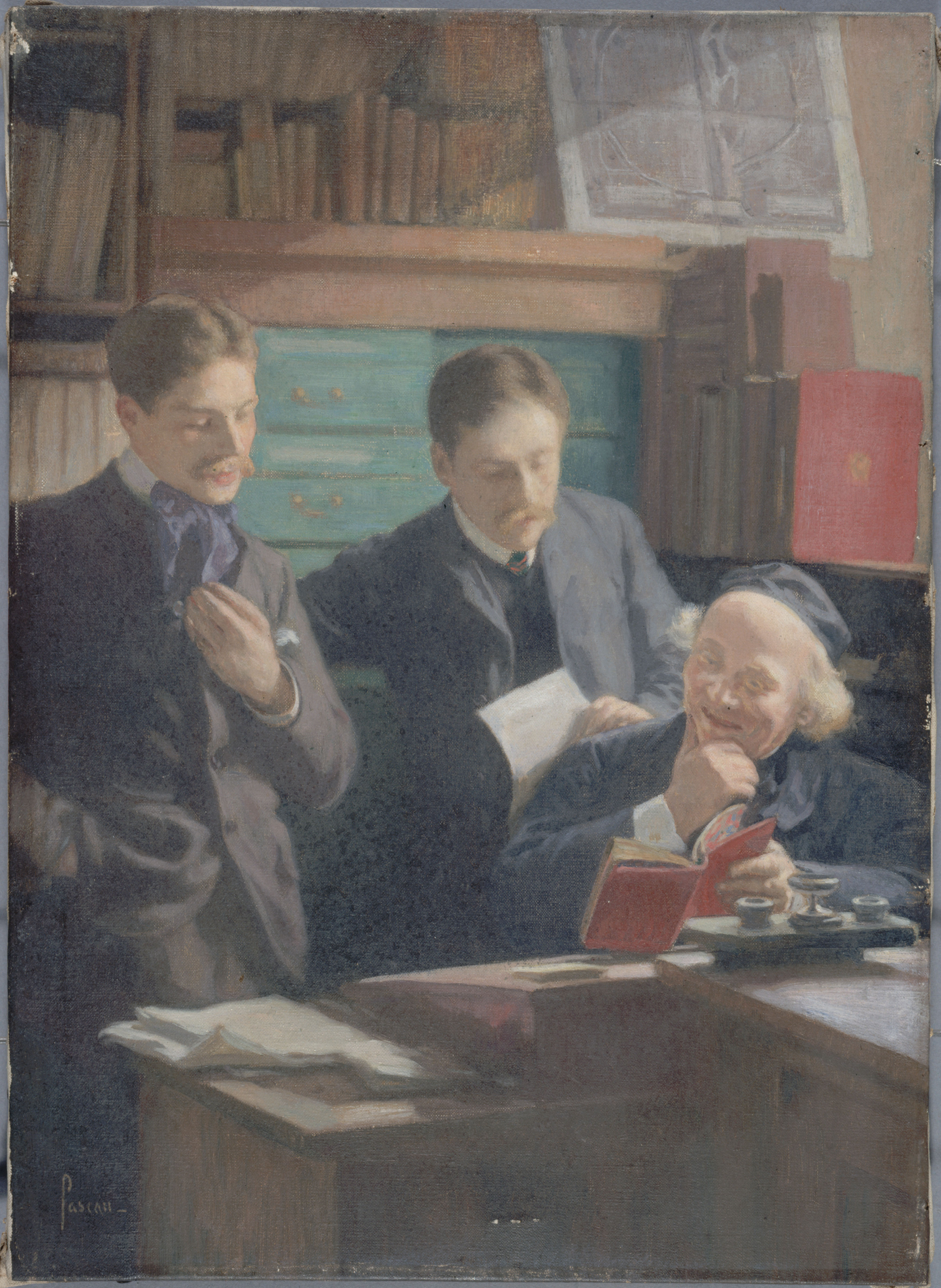
Honoré Champion entouré de ses fils Pierre et Édouard. Toile d'Eugène Pascau, vers 1900, musée Carnavalet.

Fils d’Honoré Champion, qui lui a donné très tôt la passion des livres et de l’histoire, il fait ses études au lycée Henri-IV, puis entre à l’École nationale des chartes. Il s’intéresse à la période médiévale, en particulier au XVe siècle. Il devient archiviste paléographe en 1905 et entreprend la rédaction du catalogue de la prestigieuse bibliothèque du collectionneur Auguste Lesouëf. Il rencontre alors la nièce de ce dernier, Madeleine Smith, artiste peintre, disciple de Jean-Jacques Henner, qu’il épouse en 1907.
Leur somptueuse cérémonie de mariage, à l’église Saint-Saturnin de Nogent, réunit des personnalités des arts et la noblesse : Anatole France, témoin de Pierre Champion, Pierre Louÿs, Charles le Goffic, les frères Tharaud, la duchesse de La Rochefoucauld-Bisaccia, le comte de Kermaingant. Le pape leur envoie même sa bénédiction. Le couple s’établit à Nogent-sur-Marne où la famille Smith possède, depuis 1895, une vaste propriété du XVIIIe siècle. Pour autant, il ne rompt pas totalement avec Paris où il conserve un appartement. Il ne cessera, tout au long de sa vie, de se partager entre Paris et Nogent-sur-Marne.
En 1913, il participe à la fondation de la Société des amis de la Bibliothèque nationale.
Au début de la Première Guerre mondiale, il devient lieutenant, reçoit la croix de guerre, puis, en 1917 est nommé secrétaire du maréchal Lyautey. En 1919, il entre en politique et se présente aux élections municipales de Nogent-sur-Marne. Il est immédiatement élu maire. Dix ans plus tard, il entre au conseil général de la Seine, comme élu du canton de Nogent. Il est réélu trois fois dans ses fonctions municipales, jusqu’à son décès en 1942.
Tout en menant une carrière politique, il poursuit ses recherches historiques et ses publications. Il s’affirme parmi les médiévistes les plus en vue des années 1930 lorsqu’il découvre le troisième manuscrit authentique du procès de Jeanne d’Arc, le manuscrit Stone 84 du British Museum, celui de sa réhabilitation que l’on croyait perdu. Il bouleverse du même coup l’historiographie de l’héroïne nationale et devient l’un de ses biographes éminents. En 1931, il consacre un ouvrage à une autre femme du Moyen Âge, liée à l’histoire de Nogent-sur-Marne : Agnès Sorel, à qui le roi Charles VII a donné son manoir de Beauté-sur-Marne. Une partie de ses études est aussi spécifiquement centrée sur Nogent-sur-Marne. Outre Agnès Sorel et Watteau, Champion recense toutes les traces médiévales de la ville.
À la fin de sa vie, il entre à l’Académie des sciences morales et politiques en 1940, au fauteuil de Georges Pagès, puis à l’Académie Goncourt en 1941.
Sous l’Occupation, il est membre du Conseil national instauré par Vichy.

## Distinctions
- Officier de la Légion d'honneur (20 aout 1931)[3]
- Croix de guerre 1914–1918
- Officier de l'ordre du Ouissam alaouite

## Publications

### ChezBernard Grasset
- Françoise au calvaire, Paris, Bernard Grasset (collection Les Cahiers verts), 1924.

« C'est l'histoire de Françoise, fermière à Guiclan (Finistère). Son homme Denis, est parti pour la guerre. Elle reste avec les trois enfants et les domestiques, Jean-Marie et Jean-François, deux gamins sérieux comme les adolescents campagnards, qui ont appris à travailler de bonne heure. Elle prend sur ses frêles épaules tout le fardeau que l'homme a dû déposer, pour aller au loin défendre son foyer. Elle cultive les champs, elle soigne le bétail, elle vend les récoltes. Et le soir, à la veillée, elle trouve encore le temps d'écrire à son soldat de longues lettres toutes remplies des nouvelles de la culture et de famille. (...) Vous devinez la fin : Denis est tué. Françoise accepte le deuil, comme elle a accepté la tâche. Veuve, elle restera la même, et continuera d'élever les enfants en pensant à l'absent, qui ne reviendra plus, mais qu'elle rejoindra. (...) Françoise Deins, c'est une Maria Chapdelaine de chez nous. »

- Marcel Schwob et son temps.
- Calendrier royal pour l'an 1471, Paris, Bernard Grasset (collection Les Cahiers verts), 1928.
- Mon vieux quartier, Paris, Bernard Grasset (collection Pour mon plaisir), 1932.
- La galerie des rois. Histoire de France.
- Catherine de Médicis présente à Charles IX son royaume, 1564-1566, Paris, Bernard Grasset, 1937, 491 p.
- Charles IX, la France et le contrôle de l'Espagne, t. I : Avant la Saint-Barthélemy, Paris, Bernard Grasset, 1939, 426 p.
- Charles IX, la France et le contrôle de l'Espagne, t. II : Après la Saint-Barthélemy, Paris, Bernard Grasset, 1939, 430 p.
- La jeunesse de Henri III : une âme ardente et vive (1551-1571), vol. 1, Paris, Bernard Grasset, 1941, 335 p.
- La jeunesse de Henri III : la victoire de Paris et l'échec devant La Rochelle, 1571-1574, vol. 2, Paris, Bernard Grasset, 1942, 335 p.
- Henri III, roi de Pologne (1573-1574), Paris, Bernard Grasset, 1943, 323 p. (présentation en ligne).
- Henri III, roi de Pologne, (1574-1575), Paris, Bernard Grasset, 1951, 275 p.

### ChezCalmann Lévy, dans la collectionNotre Vieux Paris
- L'avènement de Paris.
- Splendeurs et misères de Paris.
- L'Envers de la tapisserie.
- Paganisme et Réforme.
- Paris au temps des guerres de religion.

### ChezHonoré Champion
- Guillaume de Flavy, capitaine de Compiègne : contribution à l'histoire de Jeanne d'Arc et à l'étude de la vie militaire et privée au XVe siècle, Paris, Honoré Champion, 1906, 308 p. (présentation en ligne, lire en ligne), [présentation en ligne].
- La vie de Charles d'Orléans, 1394-1465, Paris, Honoré Champion, coll. « Bibliothèque du XVe siècle » (no 13), 1911, XV-717 p. (présentation en ligne, lire en ligne).
- Le manuscrit autographe de Charles d'Orléans.
- Charles d'Orléans joueur d'échecs.
- La librairie de Charles d'Orléans.
- François Villon, sa vie et son temps, 2 vol.
- Notes sur Jeanne d'Arc.
- Histoire poétique du XVe siècle, 2 vol.
- Ronsard et son temps.
- Pierre de Ronsard et Amadys Jamyn.
- Ronsard et Villeroy.
- Le manuscrit d'auteur du petit Jean de Saintré.
- Louis XI, t. Ier : Le Dauphin, t. II : Le Roi, Paris, Honoré Champion, 1927, [compte rendu en ligne], [compte rendu en ligne], [compte rendu en ligne]
- Notice des manuscrits du procès de réhabilitation de Jeanne d'Arc.
- Agnès Sorel, la dame de Beauté, Paris, Libraire ancienne Honoré Champion, 1931, 209 p. (présentation en ligne, lire en ligne), [présentation en ligne].
- Le noble jeu de l'arc à Nogent-sur-Marne.

### ChezFlammarion
- Jeanne d'Arc.
- Moyen Âge et Renaissance.
- Le roi Louis XI.

### Textes
- Les plus anciens monuments de la typographie parisienne. - Chroniques Martiniennes. - Pièces joyeuses du Xe siècle. - Le prisonnier Desconforté du château de Lognes. - Procès et condamnation de Jeanne d'Arc, 2 vol. - Vies anciennes d'Antoine Watteau. - Charles d'Orléans, poésies, 2 vol. - Le canonicat de Jean Lemaire des Belges. - Mémorial de Jules Gassot.

### Chez Balzac
- Bourgogne France-Angleterre au traité de Troyes (avec Paul de Thoisy)

### Chez Laurens
- Villes d'art du Maroc., 2 vol.

### Aux Éditions des quatre chemins
- Villon. fac-simile de l'édition de 1489.
- Rabelais, chronique de Gargantua et pantagrueline pronostication.
- Le Kalendrier des Bergers.
- La Danse Macabre.

Chez Marcelle Lesage
- Marcel Schwob parmi ses  livres.
- La dauphine mélancolique.

Aux Éditions du Trianon
- Le petit Jean de Saintré.

Chez Daragnes
- Le roman de Tristan et d'Iseult.

Chez Bernouard
- Les Œuvres complètes de Marcel Schwob.

Chez E. Droz
- Les cent nouvelles nouvelles, 2 vol.

Chez Émile Paul
- Le Roman de Tristan.